# Roy Sievers
Roy Edward Sievers (18 de novembro de 1926 – 3 de abril de 2017) foi um jogador profissional de beisebol que atuou na Major League Baseball (MLB) como primeira base e campista esquerdo com o St. Louis Browns, Washington Senators, Chicago White Sox, Philadelphia Phillies e o novo Washington Senators. Sievers estreou nas grandes ligas em 21 de abril de 1949. Lançava e rebatia como destro.